# 網景
網景通訊，舊稱網景通訊公司（Netscape Communications Corporation），通常簡稱為網景（Netscape），是一家已倒闭的美国電腦服務公司，以其開發的同名网页浏览器而聞名。當還是一家獨立公司時，其總部設在加利福尼亚州的山景城。
Netscape網頁瀏覽器曾一度佔據市場主導地位，但之後在第一次瀏覽器大戰當中輸給了Internet Explorer，其市场占有率從1990年代中期的90%跌落至2006年底的不到1%。一位早期的Netscape雇员布兰登·艾克创造了JavaScript，這是網頁的客戶端腳本中使用最廣泛的語言。另一位创始工程师卢·蒙特利发明了Cookie。該公司還開發了用於保護線上通訊安全的SSL协议，该协议一度被广泛使用，直至被TLS协议取代。
Netscape股票從1995年開始進行交易，到1999年被美国在线（AOL）收购，其市值最終到達100億美元。在1998年2月，大约在被AOL收購一年之前，Netscape公開了瀏覽器的程式碼，並建立了Mozilla組織來協調其產品的未來發展。Mozilla組織以Gecko排版引擎為基礎重寫了整個瀏覽器的原始碼，而往後的Netscape版本也都是基於這個被重寫的程式碼。Gecko引擎技術隨後也用於Mozilla基金會的Firefox瀏覽器。
Netscape的瀏覽器開發持續到2007年12月，當時AOL宣布在2008年初將停止支援Netscape瀏覽器。截至2011年，AOL依然持有Netscape這一品牌，以Netscape為名的還包括它的廉價網際網路服務。

## 歷史

### 早期
網景是第一家嘗試从尚处萌芽阶段的全球資訊網获利的公司。在1994年4月4日成立時的名字為馬賽克通訊公司（Mosaic Communications Corporation），由吉姆·克拉克邀請馬克·安德森共同創立。並得到知名風險投資公司凱鵬華盈的投資。克拉克和安德森的第一次會議所討論的並非討論是类似网景的軟體或服務，而更像是一種類似任天堂的產品。克拉克從SGI和NCSA Mosaic招募了團隊早期成員。馬克·安德森和吉姆·克拉克最初提出了一份20頁的概念设计，為任天堂的任天堂64打造一个在线游戏网络，但这一交易最终没有达成。馬克·安德森解釋道：「如果他們提早一年發貨，我們可能就不會做Netscape了。」
該公司的第一個產品是網頁瀏覽器──Mosaic Netscape 0.9，發行於1994年10月13日。在發布的四個月后，它已經佔據了四分之三的瀏覽器市場份额。由於其優於其他競爭對手，如Mosaic，它在短時間內成為互聯網用戶的主要瀏覽器。為了避免和NCSA的商標擁有權產生問題，這套程式後來改名為Netscape Navigator（中譯為「網景領航員」），公司也于1994年更名為「網景」。網景第一批員工雖曾在NCSA工作，不過網景領航員沒有使用Mosaic瀏覽器的任何代碼。
1995年8月9日，網景首次公開募股獲得巨大成功。原本股票價值為每股14美元，但股價因一個臨時決定倍增至每股28美元。第一天收市，股價升至每股75美元，幾乎是當時創記錄的「首日獲利」。1995年，該公司的收入每季上升一倍，網景的瀏覽器市場佔有率達到70%。網景的成功使馬克·安德森於1996年成為時代雜誌的封面人物。
網景的一個目標，是為所有作業系統的使用者提供跨平台一致的網際網路使用體驗。網景領航員的使用者介面在多個平台上始終如一。網景更多次嘗試開發一種能夠讓使用者透過瀏覽器來存取和修改他們的檔案的網路應用系統。這引起微軟注意，因為那概念跨越作業系統界線，微軟視為對Microsoft Windows的直接威脅。有人聲稱，數個微軟的執行人員在1995年6月曾參訪網景總部，提議分拆市場，即容許微軟開發Windows瀏覽器，而網景則負責在其他作業系統上開發產品，網景當時拒絕了。不過，微軟否認該指控，因為這違反反壟斷法。
微軟發佈Internet Explorer 1.0，當時只是Windows 95的Microsoft Plus!附購品。根據前Spyglass開發者Eric Sink的說法：正如大家所相信的，Internet Explorer並沒有基於NCSA Mosaic，而是基於由Spyglass開發的Mosaic版本。微軟很快地推出了數個Internet Explorer的連續版本，這些版本都是捆綁於Windows作業系統，使用者可免費使用（網景領航員當時是收費的）。微軟更以自己公司的其他部門的收入，調配於開發Internet Explorer的資金中。這段時期，現在被稱之為「瀏覽器大戰」。當時，網景和微軟為了超越彼此，在它們的瀏覽器增加許多功能（雖然未必能正常運作），「版本號碼」亦增加得很快（雖然未必合邏輯）。當時Internet Explorer因為擁有專業人才、資金充足，處於上風。Internet Explorer到了3.0版，在功能上差不多等同於Netscape Communicator（中譯「網景通訊家」）；而到4.0版，使用者認為Internet Explorer運作比較穩定。對於網景的其他產品，微軟亦提供了對應的免費產品，例如：隨Windows NT附送的Internet Information Server伺服器軟體。
網景無法對抗微軟的「免費程式對上收費程式」策略。同時，網景面對越來越多對其產品程式錯誤的批抨。批評者認為，網景過度偏向「增加功能」，忽視運作穩定，特別是在1997年第4季和1998年1月的大規模裁員後，大眾對網景的印象漸趨負面。1998年網景的瀏覽器市場佔有率還超過50%，但在次年微軟瀏覽器的市佔率就超過了網景。

### 開放原始碼
1998年1月，網景開始展開Mozilla開放原始碼計畫。在 Internet Explorer 成為瀏覽器市場的首位后，網景寄望透過開放 Netscape Communicator 4.0 的原始碼，使其成為有成就的開源計劃。它以Netscape公眾授權條款（Netscape Public License，簡稱NPL）發佈原始碼，Netscape公眾授權條款相似於GNU通用公眾授權條款（GNU General Public License，簡稱GPL），卻容許網景繼續於公開的原始碼中加入專有部分。之後，網景繼續開發Netscape Communicator 4.5，並專注改善電子郵件和企業的功能。
開始了一段日子後，開源社群終於發覺，他們很難在當時原始碼的基礎上繼續開發Netscape Communicator。他們決定放棄舊有的原始碼，重新編寫下一代瀏覽器。利用新開發的Gecko排版引擎，瀏覽器擁有一個更加模組化的結構，並容許大量開發人員一同工作。新瀏覽器亦包含一個基於XML的用戶介面標記語言——XUL。在XUL的幫助下，一次性的「用戶介面開發」便能在Windows、Mac OS和Unix中穩定運作。
1998年5月，美國司法部控告微軟，並提出反壟斷訴訟。網景在該案件中不是原告，雖然它的行政人員曾收到法庭傳票；而網景亦提供了許多證物，包括一個「壞脾氣」的內部討論區的所有內容。
1998年10月，網景耗資100萬美元收購網上目錄網站Newhoo，並重新命名為Open Directory Project，在内容開放條例下發佈其資料庫。

### 被美國線上收購
1998年11月24日，美國線上以42億美元、免稅换股的方式收購網景。該次合併受到很多人數落，認為兩間公司的企業文化差距很大、不能相容。批評者還包括一個長期的網景開發者——傑米·加文斯基。有批評者認為，收購網景，成為美國線上與微軟討價還價的籌碼，減少美國線上對Internet Explorer的依賴。其他批評者相信，美國線上對Netcenter或網景的「網路資產」感興趣，因為它們是當時流量很高的網站。最終，網景的伺服器產品和專業服務團體成為iPlanet的一部分。iPlanet為美國線上和昇陽電腦之間的聯合行銷和發展聯盟。
2000年11月14日，美國線上跳過了Netscape 5，釋出基於Mozilla 0.6原始碼的Netscape 6。失策的是，由於Mozilla 0.6稳定性不足，Netscape 6催化使用者放棄使用網景品牌。直到2001年8月，基於Mozilla 0.9.2的Netscape 6.1才比較穏定；一年後，發佈基於Mozilla 1.0的Netscape 7。

### 解散
證實微軟因濫用壟斷能力而敗訟後，美國線上向微軟提出索償訴訟。在2003年5月，微軟和美國線上達成和解協議，願意賠償網景7.5億美元，並同意提供美國線上7年無限制的使用和散佈Internet Explorer的權利。這被認為是「網景結束的訊號」。
2003年7月15日，時代華納（當時稱為美國線上時代華納）解散了網景，網景大部份的程式員被解僱，網景的標誌亦消失於建築物。美國線上仍在2004年8月18日發佈Netscape 7.2，不過該版本是內部開發，而非網景僱員。
2004年10月12日，美國線上關閉了一個受歡迎的開發者網站Netscape DevEdge。DevEdge曾是一個重要的、有關網際網路技術的資料來源，它維護了網景瀏覽器、和諸如HTML和JavaScript技術的說明文件、以及由業界和技術領導者（如丹尼·古德曼）所編寫的文章。部份DevEdge的內容已重新發佈到Mozilla Developer Center網站。

### 瀏覽器業務結束
網景的品牌繼續被廣泛使用。公司亦再一次有自家的程式設計師，開發和支援網景系列瀏覽器。
但在2007年底，美國線上決定停止網景瀏覽器的開發，並於2008年3月1日起停止安全更新和所有的技術支援，並建議用戶轉移使用Firefox瀏覽器。2007年，使用網景瀏覽器的使用者僅佔0.6%。

## 產品與技術

### 網景初期的產品
- Netscape Navigator
- Netsite Communications web server[40]
- Netsite Commerce web server
- Netscape Proxy Server

### 網景後期的產品
- Netscape Personal Edition，包含瀏覽器、PPP和帳戶創立精靈
- Netscape Communicator，包含瀏覽器、郵件、新聞、日曆、VoIP和網頁撰寫的套件，並捆綁AIM和RealAudio
- Netscape FastTrack和Enterprise網頁伺服器
- Netscape Collabra Server，NNTP新聞伺服器
- Netscape Directory Server，LDAP伺服器
- Netscape Messaging Server，IMAP和POP3電郵伺服器
- Netscape Certificate Server，簽發SSL證書的伺服器
- Netscape Calendar Server，群組工作排程
- Netscape Compass Server，搜尋引擎和網路蜘蛛
- Netscape Application Server，設計網路應用程式
- Netscape Publishing System
- Netscape Xpert Servers
  - ECxpert，EDI資訊交換伺服器
  - SellerXpert，B2B商用引擎
  - BuyerXpert，eProcurement引擎
  - BillerXpert，網上繳費引擎
  - TradingXpert，HTML EDI交易前端
  - CommerceXpert，網上零售商店引擎
- Radio@Netscape、Radio@Netscape Plus

### 網景技術
網景發明了HTTP Cookie技術，使得網站能將資料保存在瀏覽器中，解決了網頁伺服器因為HTTP是無狀態協議而不能依據用戶資料產生個人化頁面的問題。此技術被網站普遍用來提供購物車或個人化服務。
網景發明了現在廣為使用的JavaScript語言。JavaScript除了增強瀏覽器的功能，網景也是在伺服器上使用JavaScript的先驅：Netscape Enterprise Server支持網頁用JavaScript來查詢SQL資料庫，產生動態網頁，突破了靜態網頁的限制。
在網路安全技術方面，為了解決電子商務的安全與隱私問題，網景制訂並在產品中支持傳輸層安全協議（SSL），至今仍被廣泛使用。輕型目錄訪問協議（LDAP）的發明者蒂姆·豪斯於1996年加入網景，並以產品推廣此協議。為了用瀏覽器安全有效的執行Java軟體，網景發明了JAR檔案格式，此格式將許多Java class檔案壓縮成一個檔案，並可加上數位簽章。
它亦是「推送技術」（Push technology）先驅。「推送技術」容許網站，定時地「傳送」天氣、財經和包裹追蹤等的資訊，到客戶端。網景將達成「推送技術」的方法，名為：Netcaster。不幸的，商界很快便發現人們利用「推送技術」來傳送廣告，而恼怒的用戶自然会關閉這功能。故Netcaster仅仅只是昙花一现。
網景最廣為人知的，是它努力改善功能，達到適用於跨平台。它的客戶端軟體，曾經可以於以下作業系統中運行，包括：Windows（3.1、95、98、NT）、Macintosh、Linux、OS/2、BeOS和很多版本的Unix，包括DEC、Solaris、BSDI、IRIX、AIX和HP-UX。它的伺服器軟體，通常不只用於Unix和Windows NT，某些版本更可在Linux運行，而一個版本的Netscape FastTrack Server，更能在Windows 95或98上運作。現在，大部分的網景伺服器軟體繼續在Sun Java System媒介延續。
2012年4月9日，微軟以10億5千6百萬美元購買800項美國線上的專利或專利授權，專家們認為網景的SSL、Cookie等專利可能是微軟願意出高價的理由之一。

## 網路服務

### Netscape.com網站
Netscape.com是其瀏覽器的首页，網站在1990年代中期訪客眾多，後來成為獨立部門。1997年該網站與雅虎合作設立網站導覽Netscape by Yahoo!，雅虎兩年內要付給網景至少三千萬美元。它後來逐步轉型成入門網站，提供搜尋服務和一些會員專有服務，例如：站內信箱和個人首頁My Netscape。
2006年6月，網景重新設計Netscape.com，把它變成一個類似Digg的社群新聞網站。它的主設計者：布萊恩·阿爾維（Brian Alvey）；主開發者：亞歷克斯·魯德洛夫（Alex Rudloff）。它是由Weblogs公司的執行長賈森·卡拉卡尼斯負責，直至他於2006年11月離開美國線上為止。現時的經理為湯姆·德拉普（Tom Drapeau）。在網站內，用戶可投票首頁的故事，更可附上意見。這個設計直到2007年9月被推翻，原本的社群網站改名為Propeller.com繼續經營，原來的Netscape.com則回歸為傳統的入口網站。2010年10月，美國線上關閉Propeller.com。

### 開放目錄計劃
開放目錄計劃（又稱DMOZ，衍生自原域名directory.mozilla.org）是一個多語言、內容開放的WWW目錄。它是由網景擁有，並由自願編者組成的社群所編輯和維護。

### 網景網際網路服務
美國線上以網景為品牌，提供一個廉價的撥號網際網路服務。它的主要競爭者為NetZero。網景網際網路服務的廣告對象，以年輕人為主，例如：大學生和剛剛畢業的人。

## 文化影響
網景推出產品的節奏比過去的軟體公司快許多，被稱為Internet Time，被許多其他網路公司仿效。
網景制定了臭蟲獎勵計劃用來獎勵發現產品漏洞的研究者，隨後被其他公司和組織所仿效。
David Winton於2000年拍攝了一部紀錄片《代碼奔騰》（Code Rush），描述網景工程師推出Mozilla開放原始碼的故事。

## 外部連結
- 官方网站